# Wiki Education Foundation
Фонд Wiki Education (англ. Wiki Education Foundation, іноді скорочено Wiki Ed) — некомерційна організація, що базується в Сан-Франциско, популяризує Освітню програму Вікіпедії, яка ставить за мету інтеграцію Вікіпедії в освітній процес вчителями та викладачами в Канаді та США. 

## Історія
Освітня програма Вікіпедії була розпочата Фондом Вікімедіа у 2010 році. Фонд Wiki Ed перейняв практики започатковані програмою та почав розвивати ініціативи з використання Вікіпедії в навчальному процесі.
У лютому 2014 року Фонд Вікімедіа (WMF) та Фонд Wiki Education оголосили про прийняття Франка Шуленбурга виконавчим директором організації. У квітні 2014 року Шуленбург представляв Wiki Ed на Всесвітньому саміті з питань грамотності в Оксфорді.